# ラオスにおけるスカウティング
本項では過去および現在のラオスにおけるスカウティングについて述べる。現在ラオスはスカウティングが1975年までは存在していたが、それ以降は存在しない4国の内1つであり、世界スカウト機構によればラオスにおいてスカウティングの活動は確認されていない。

## 概要
1930年代、ボーイスカウトフランス連盟の総長であったアンドレ・ルフェーブル(André Lefèvre)は指導者実習所を開設し、フランス領インドシナ中から集まった60名のスカウト指導者を育成した。1937年の暮れ、フランスのスカウト運動からRaymond Schlemmerが派遣され、カンボジア・ラオス・ベトナムの3地域のスカウト組織としてインドシナ連邦スカウト連盟(Fédération Indochinoise des Associations du Scoutisme, FIAS,  Indochinese Federation of Scouting Associations)を組織した。 
1939年から1945年にかけての政治的状況、とりわけ第二次世界大戦とラオスの独立運動のスカウティングへの影響は甚だしいものであった。フランスによる統治は最終的に日本の仏印進駐により崩壊した。このことはラオスにおけるフランス人スカウティングの終焉、すなわちラオスにおけるスカウティングの消滅を意味した。
ラーオ族によるスカウティングとしては1959年に結成されたスクド・ラーオ (ラーオ語: ສກຸດລາວ) が活動していた。最盛期には2300名のスカウトを擁したが、1975年にパテート・ラーオにより禁止された。
ラーオ族による亡命スカウティングは1990年代初頭に、ベトナムやカンボジアの亡命スカウティングとともにロサンゼルスで始められた。
世界スカウト機構のEric Khoo Heng-Phengは「我々は（ラオスとビルマにおいて）もう一度スカウティングを始めることを望んでいる。すでに私たちはカンボジアにスカウティングを導入したように、またベトナムのように、カンボジアはスカウティングの再開に最も近い位置にあります。我々はASEAN各国のスカウト組織と協働しています。私たちの願いは、中国を含むすべての国を（世界スカウト機構のアジア太平洋地域に）登録することなのです」と述べている。
スカウトのモットー"Be Prepared"はラーオ語でຕຣຽມພຣ້ອມ (Triam Phrom /tliaːm˨ pʰlɔːm˦˩/)、フランス語でSois Prêtである。